# Conrado Welch
Conrado Heriberto Welch Shepperd (Valparaíso, 1908 - 1954) Fue un futbolista profesional chileno que se desempeñó como defensa.
Inició su carrera en el Club Deportivo Playa Ancha en las series infantiles, pasando luego al primer equipo y posteriormente se integra al Everton. En 1929 viaja a Santiago donde ingresó a Unión Española, club en donde militó hasta 1933.
Welch pasó al club de colonia Audax Italiano, donde participó de una recordada gira internacional por varios países de América, en donde de 59 partidos obtuvieron 47 victorias.
En 1934 llegó a Colo-Colo, donde se tituló campeón del torneo nacional de 1937. Su carrera profesional terminó en 1938.
Conrado Welch falleció en 1954.

## Selección nacional
Fue internacional con la selección chilena en el Campeonato Sudamericano 1935 en Perú en dicho torneo hizo dupla defensiva con Ascanio Cortés, el selecionado tuvo un pobre desempeño.
Su estadística en la selección fue de tres partidos.

### Participaciones en el Campeonato Sudamericano
| Torneo                       | Sede | Resultado    | Partidos |
| ---------------------------- | ---- | ------------ | -------- |
| Campeonato Sudamericano 1935 | Perú | Cuarto lugar | 3        |